# Phlebotomus tobbi
Phlebotomus tobbi är en tvåvingeart som beskrevs av Adler, Theodor och Lourie 1930. Phlebotomus tobbi ingår i släktet Phlebotomus och familjen fjärilsmyggor. Inga underarter finns listade i Catalogue of Life.